# ZoneAlarm (azienda)
ZoneAlarm, precedentemente nota come Zone Labs, è una azienda che si occupa della sicurezza informatica fondata da Gregor Freund che produce firewall, antispyware, antivirus e prodotti per la sicurezza del browser. Zone Labs è stata acquisita nel 2003 da Check Point Software che ne ha successivamente cambiato il marchio in ZoneAlarm.

## Prodotti
Il prodotto più famoso è sicuramente il firewall ZoneAlarm, il primo firewall software pubblicato al grande pubblico. Come molti firewall, allerta l'utente quando un cracker tenta di accedere al computer oppure quando un programma non autorizzato tenta di accedere a Internet. L'utente può facilmente decidere varie regole per ogni programma che tenta di accedere a Internet oppure di ricevere dati dalla rete. Ci sono sei differenti versioni di ZoneAlarm.

## Controversie
- Nel 2006 InfoWorld ha scoperto che ZoneAlarm Internet Security Suite spediva a quattro server informazioni criptate ogni volta che l'utente disabilitava ogni forma di comunicazione fra il programma e i server della casa produttrice. Con la versione 6.1.744.000 il problema è stato corretto.
- Fino alla versione 6.1.744.000 di Zone Alarm Internet Security Suite, IM Secure creava problemi al software di Instant Messaging Windows Live Messenger, impedendo la corretta visualizzazione delle immagini e dei messaggi personali presenti nella lista contatti. Neanche disattivando la funzione era possibile risolvere il problema, dato che, per un bug del programma, in realtà, essa non veniva disattivata. Fortunatamente, con la versione 7.0.337.000, il problema è stato risolto, e con la disattivazione di IM Secure, è possibile utilizzare senza problemi Windows Live Messenger.